# Дубовая чехлоноска
Дубовая чехлоноска (лат. Coleophora lutipennella) — вид молевидных бабочек-чехлоносок (Coleophoridae).
Европа.

## Описание
Мелкая молевидная бабочка. Размах крыльев 10—12 мм. Гусеницы этого вида питаются на дубе (Quercus), образуя шёлковую оболочку грушевидной формы, первоначально на нижней стороне листа, перемещая её под углом к ветке, чтобы перезимовать. Взрослые бабочки появляются в течение одного поколения в июле и августе, часто летают на некотором расстоянии от растения-хозяина.

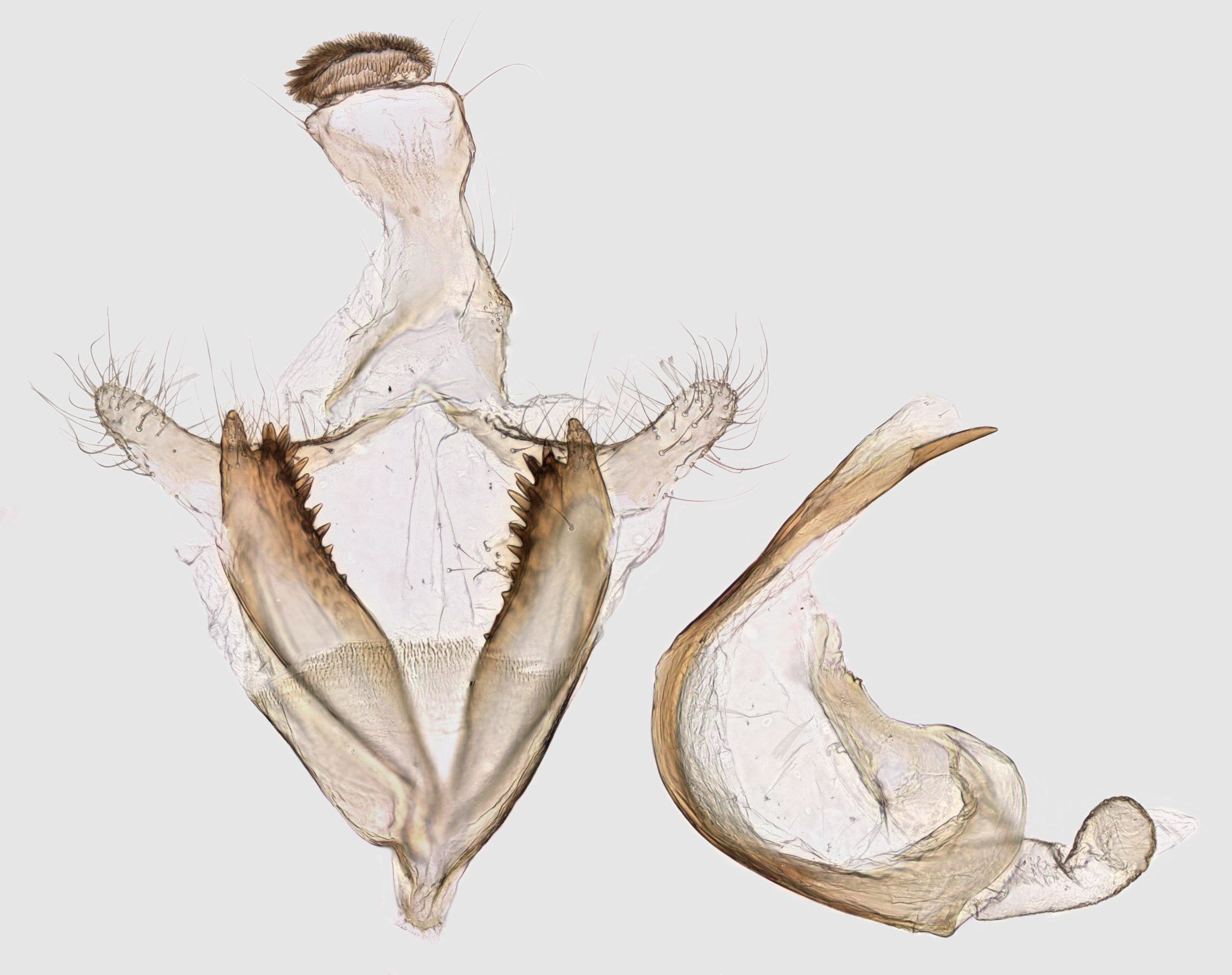
Гениталии